# Cephalostachyum burmanicum
Cephalostachyum burmanicum là một loài thực vật có hoa trong họ Hòa thảo. Loài này được R.Parker & C.E.Parkinson mô tả khoa học đầu tiên năm 1932.